# Steatoda capensis
Steatoda capensis es una araña originaria de Sudáfrica. Sus nombres comunes incluyen "Araña de tela negra", "Araña marrón de Casa", Araña de armario y en Nueva Zelanda Falso Katipo. Es común en el sur de África, pero ha sido introducido en otros países como Australia y Nueva Zelanda.
Se trata de una pequeña araña de color negro brillante, que puede tener un parche de colo rojo brillante, de color naranja o amarillo cerca de la punta del abdomen junto con una banda con forma de media luna cerca de la parte media del abdomen.
En algunos casos se cree que la picadura en Humanos puede producir un síndrome conocido como Steatodismo que ha sido descrita como una forma menos severa que el Latrodectismo.
Las picaduras pueden ser muy dolorosas y pueden generar malestares general durante todo un día